# Jack Grubman
Jack Grubman était avec Henry Blodget l’un des deux analystes financiers les plus célèbres de la bulle Internet de 2002, au cours de laquelle il avait recommandé l’achat des actions du secteur des télécoms. Tous deux ont été bannis de la profession d’analyste pour dix ans, à l’occasion de L'accord amiable du 28 avril 2003 à Wall Street. Jack Grubman était le mieux payé des analystes financiers de Wall Street en 2000 avec un salaire de 20 millions de dollars. Au cours de la période qu'il a passé chez Citigroup, dont il était l'un des directeurs généraux, la banque a reçu un total de 790 millions de dollars de commissions diverses des sociétés qu'il couvrait en tant qu'analyste.

## Biographie
Jack Grubman est né en 1954 dans une famille du Nord-Est de Philadelphie, d’un père technicien d'autoroutes et d’un mère vendeuse en grands magasins. En 1977, il est embauché par AT&T, dans le service de la planification stratégique et financière, qu’il quitte huit ans après pour se faire embaucher par un grand courtier de Wall Street, Paine Webber, alors qu'il a échoue à l’examen d’aptitude imposé à tous les professionnels de la finance. Il travaille ensuite pour un autre courtier, Smith Barney, qui fusionne avec Salomon Brothers en 1997. Il devient l’ami de Bernard Ebbers, PDG du groupe de télécommunications WorldCom, qui sera considéré en  2002 comme responsable de la plus importante fraude comptable de l'histoire américaine, et condamné le 13 juillet 2005 à 25 ans de prison. 

### Les recommandations contestées
Peu avant le Krach boursier de 2001-2002, l'action WorldCom avait été recommandée avec insistance par Jack Grubman, en violation des principes voulant que les banques d'affaires évitent les conflits d'intérêts. Le procureur de l'État de New York Eliot Spitzer a récupéré plusieurs courriers électroniques envoyés par Jack Grubman, qui indiquent que ses recommandations étaient biaisées. L'analyste avait en particulier demandé l'appui du PDG de Citigroup Sanford Weill, par ailleurs membre du conseil d'administration d'AT&T, pour faire inscrire ses enfants dans l'une des plus prestigieuses écoles maternelles de New York, 92nd Street Y, en l'assurant qu'il soutiendrait l’action AT&T coûte que coûte. Quelques semaines plus tard, les enfants Jack Grubman étaient admis, et l'école recevra une donation d'un million de dollars de Citigroup.

### L’accord d’avril 2003
Pour éviter des poursuites judiciaires aussi contre leurs analystes et leurs courtiers, dix grandes banques d'affaires de Wall Street acceptent un accord à l'amiable, d'une valeur de 1,4 milliard de dollars avec le procureur de l'État de New York Eliot Spitzer. L'accord amiable du 28 avril 2003 à Wall Street, qui implique aussi la SEC et la Nasd, l'association des courtiers américains. C'est le premier accord de ce type à prévoir des dédommagements aussi importants pour les investisseurs victimes des recommandations biaisées par des conflits d'intérêts. Une partie de cette somme doit être consacrée à l'analyse financière indépendante, produite par des cabinets d'étude se consacrant exclusivement à cette activité. Le texte stipule aussi que plusieurs analystes ayant émis des recommandations sur des sociétés cotées, dont le contenu était en contradiction avec les mails envoyés à leurs amis, seront bannis de la profession pour dix ans. Parmi eux, Henry Blodget, qui couvrait les sociétés du secteur de l'Internet au service du courtier Merrill Lynch.